# Торниоли, Николо

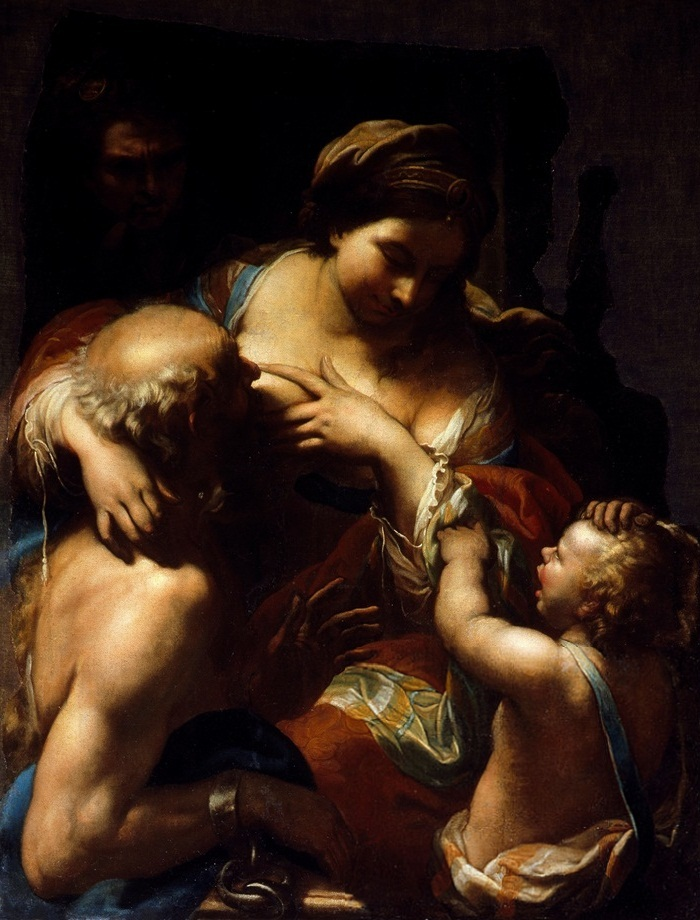

Николо Торниоли (Nіccolo Tornіolі, 1598—1651) — итальянский живописец эпохи барокко.
Родился в городе Сиена. Профессию живописца начал осваивать в родном городе. Работал в мастерской Франческо Рустичи, который уже знал находки и открытия скандального римского художника Караваджо. На художественную манеру художника повлияли также произведения Андреа Сакки, Матиа Прети и Пьера Франческо Моли. Художественная манера Николо Торниоли была настолько близка к произведениям Матиа Прети, что их произведения часто путали.
В 1635 году Торниоли поселился в Риме и вошёл в кружок римских живописцев и скульпторов, среди которых Алессандро Альгарди, Франческо Моки, Агостино Тасси, Спадарино. Чувствительный к внешнему влиянию, в Риме считался с авторитетом и художественными находками известного художника Пьетро да Кортона.
Среди покровителей Никколо Торниоли в Риме был кардинал Мориц Савойский (1593—1657), принимавший участие в конклаве при избрании папой римским Урбана VIII. В 1642 году перешёл на службу к кардиналу Франческо Барберини, по заказу которого создал религиозные композиции для церкви Святой Петрониллы в городе Сиена.
Важными для художника были заказы 1640-х годов от Виргилио Спада, брата кардинала Бернардино Спада. Кардинал приобрёл семь картин художника для своей картинной галереи и ещё три — после смерти Торниоли. В отличие от религиозных композиций в церкви Святой Петрониллы, погибших в пожаре, картины в галерее Спада сохранились. Благодаря покровительству Виргилио Спада, художник получил заказ на выполнение мозаик для капеллы в базилике Сан-Пьетро, которые не успел выполнить из-за своей смерти.
Был женат, жена — Цецилия Кастелли. Супруги имели дочь Франческу Марию.